# Tutu Atwell
Chatarius Atwell (Miami, Florida, 7 de octubre de 1999) más conocido como Tutu Atwell, es un jugador profesional estadounidense de fútbol americano que se desempeña en la posición de wide receiver en Los Angeles Rams, equipo de la National Football League (NFL).

## Carrera
Fue seleccionado en la segunda ronda en la Reunión Anual de Selección de Jugadores de la NFL de 2021. Hizo su debut profesional con el equipo Los Angeles Rams, donde lleva jugando tres temporadas.